# Bagrationovskaja
Bagrationovskaja (Russisch: Багратио́новская) is een station aan de Filjovskaja-lijn van de Moskouse metro. Het station is het oostelijkste van het trio dat op 13 oktober 1961 aan de westelijke verlenging van lijn 4 werd geopend. Naast het station ligt het depot van lijn 4 dat op 1 januari 1962 werd geopend.

## Naam
Het station ligt onder de Barklaja Oelitsa vlak bij het metrodepot Fili. Zowel de straat als het metrostation refereren aan de slag bij Borodino in 1812. Prins Pjotr Bagration was generaal in het Russische leger onder Maarschalk Koetoezov. Zijn collega Barklaj voerde de hoofdmacht aan terwijl Bagration een flank voor zijn rekening nam.

## Ontwerp en inrichting
Het station is gebouwd naar een standaardontwerp van architect R.I. Pogrebnoj met behulp van geprefabriceerde betonnen onderdelen. Zijn standaardontwerp heeft een eilandperron en daarboven twee toegangsgebouwen met een glazen gevel elk aan een zijde van de kruisende straat, in dit geval de Barklaja Oelitsa. Aan de noordzijde loopt de Seslavinskaja Oelitsa parallel aan de metro. Aan de zuidwestkant loopt de Oleko Doenditsja Oelitsa. Het depot van lijn 4 ligt ten zuidoosten van het station en wordt door de Bagrationovskaja passage gescheiden van winkelcentrum Gorboesjka. De zuilen op het perron die de toegangsgebouwen en het viaduct van de Barklaja Oelitsa dragen zijn bekleed met grijs marmer met metalen inzetstukken. Alleen bij het deel onder het viaduct zijn wanden aan de buitenzijde van het spoor, daarbuiten rusten de luifels op pilaren aan de buitenkant van het spoor. De verlichting is aangebracht op de dragende balken van het viaduct. Ten westen van het perron ligt een kopspoor tussen de doorgaande sporen naar het westen.

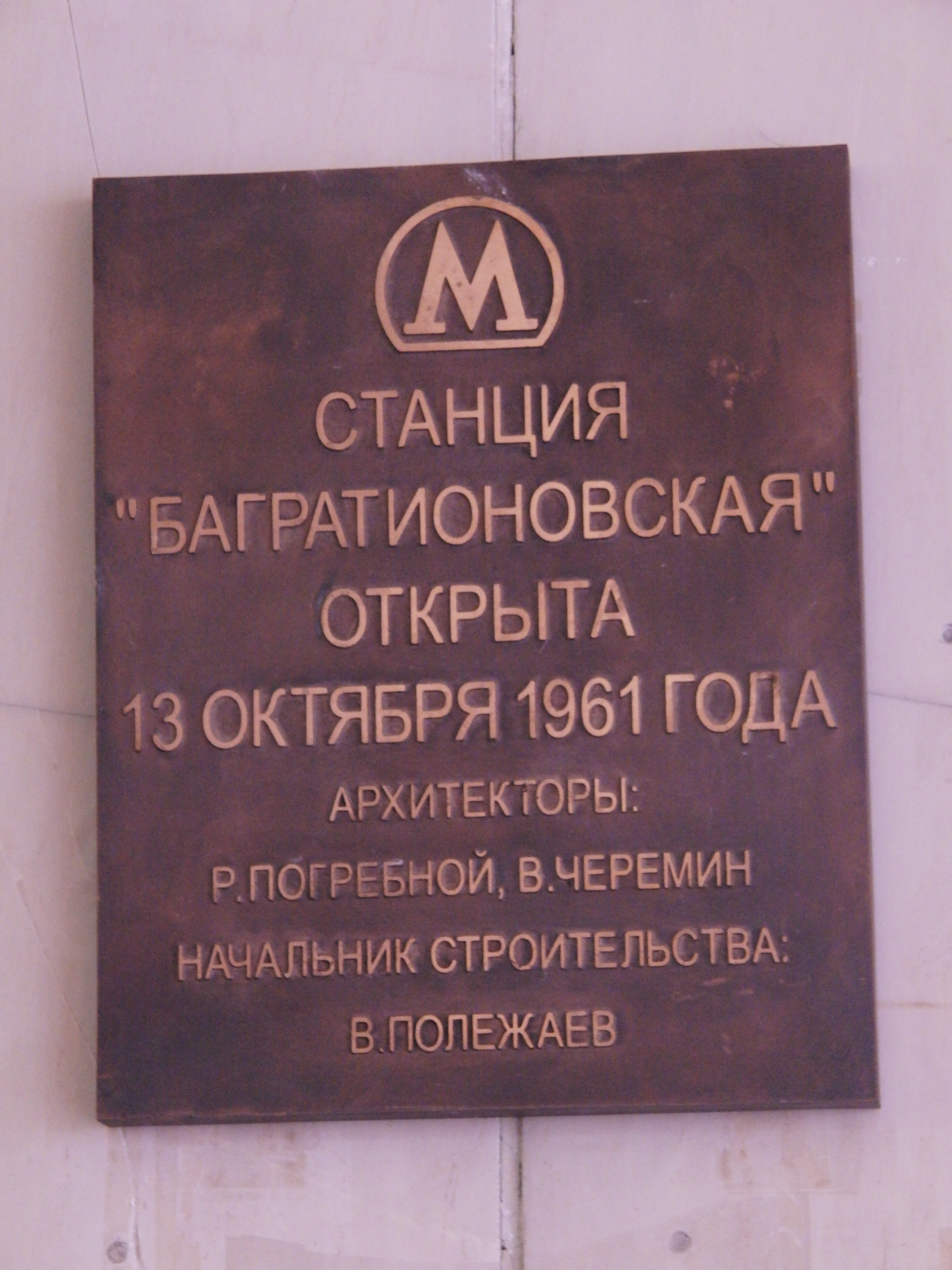
Het officiële naambord
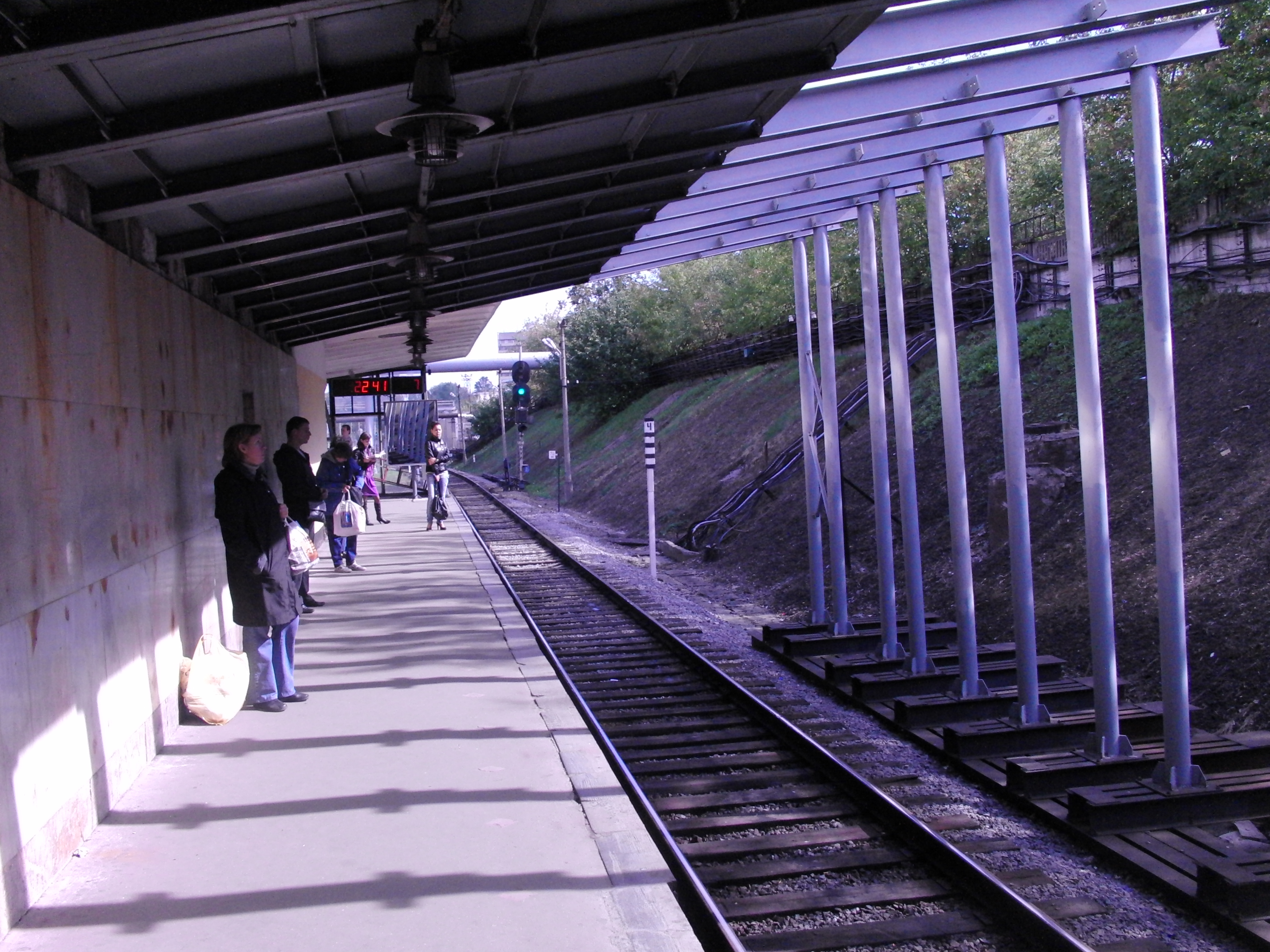
Een van de vier luifels
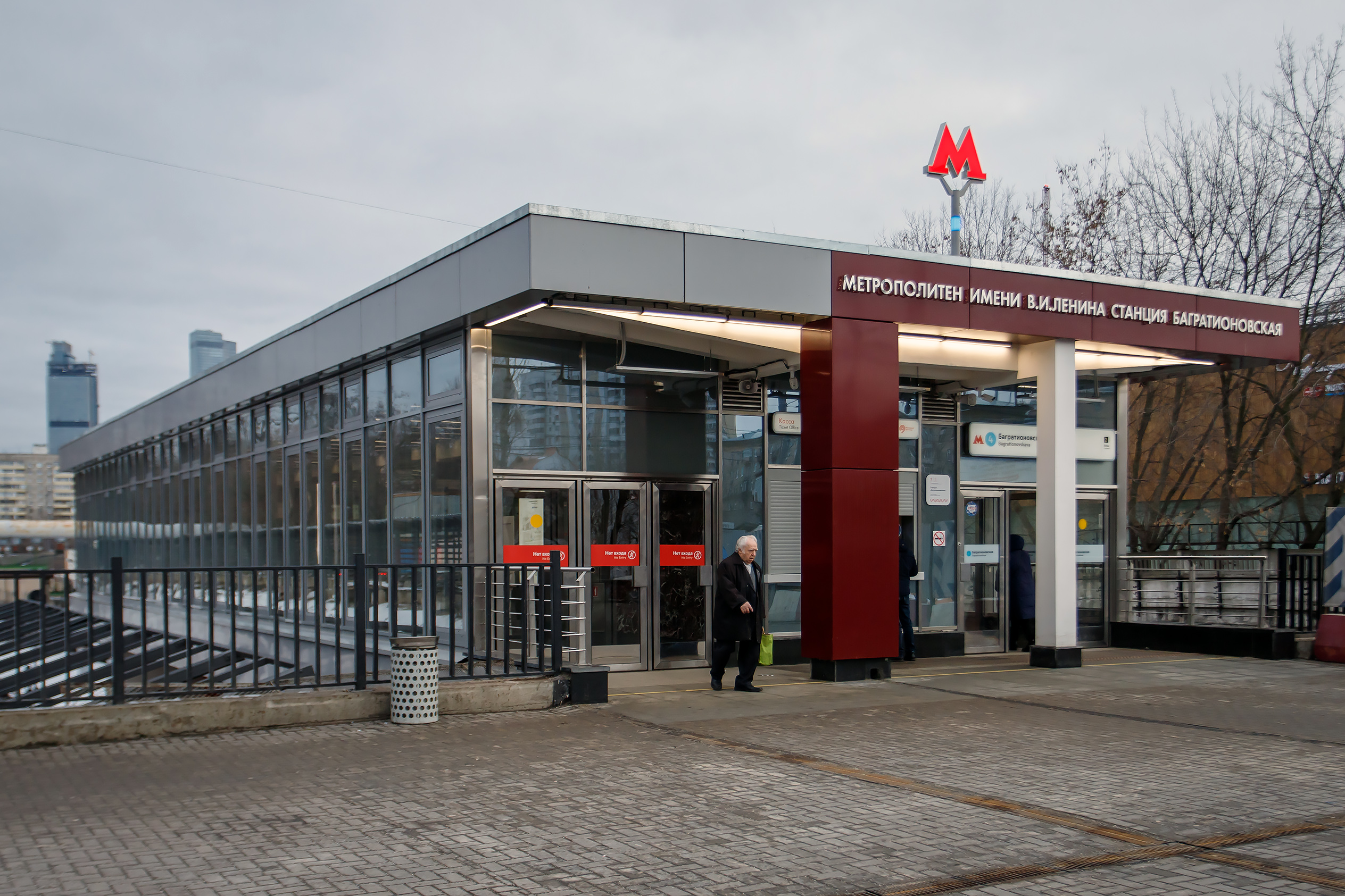
Het opgeknapte oostelijke toegangsgebouw

In oktober 2016 verschenen berichten in de media dat de metrostations in Fili 4 maanden gesloten zouden worden wegens onderhoud. Het metrobedrijf ontkende dit maar van 1 juli tot 1 november 2017 werd het station gesloten voor reiziegrs richting het centrum en reden de metro's door zonder te stoppen. Metro's die naar het depot zouden rijden reden tot Filjovski Park. Van 10 juli 2017 tot 1 november 2017 werd het westelijk toegangsgebouw gerenoveerd. Daarna werd oostelijke toegangsgebouw onderhanden genomen dat op  16 juli 2018 werd heropend. Hier stonden de laatste tourniquetten van het type AKP-73 in Moskou, die tijdens renovatie zijn vervangen door modernere exemplaren. 

## Reizigersverkeer
In 2019 werden 34.800 reizigers per dag geteld. In westelijke richting vertrekt de eerste metro om 5:43 uur, richting het centrum kan doordeweeks vanaf 6:00 uur worden ingestapt en in het weekeinde een minuut later. Overstappers kunnen op twee buslijnen en een trolleybuslijn stappen bij de haltes aan de zuidkant van het viaduct.